# Delfina Thome
Pour les articles homonymes, voir Thome.
Delfina Thome née le 10 septembre 1996, est une joueuse de hockey sur gazon argentine. Elle évolue au poste d'attaquante à Liceo et avec l'équipe nationale argentine.

## Biographie
Elle est née à Mendoza.

## Carrière
- Elle a fait ses débuts en équipe première en décembre 2019 pour un triple match amical face à l'Allemagne à Buenos Aires.

## Palmarès
- : 3e aux Jeux olympiques de la jeunesse en 2014.
- : 2e à la Ligue professionnelle 2020-2021.
- : 1re à la Coupe d'Amérique en 2022.
- : 1re à la Ligue professionnelle 2021-2022.